# Acontia hemiglauca
Acontia hemiglauca är en fjärilsart som beskrevs av George Francis Hampson 1910. Acontia hemiglauca ingår i släktet Acontia och familjen nattflyn. Inga underarter finns listade i Catalogue of Life.